# Annexion
Ne doit pas être confondu avec Fusion (territoire).

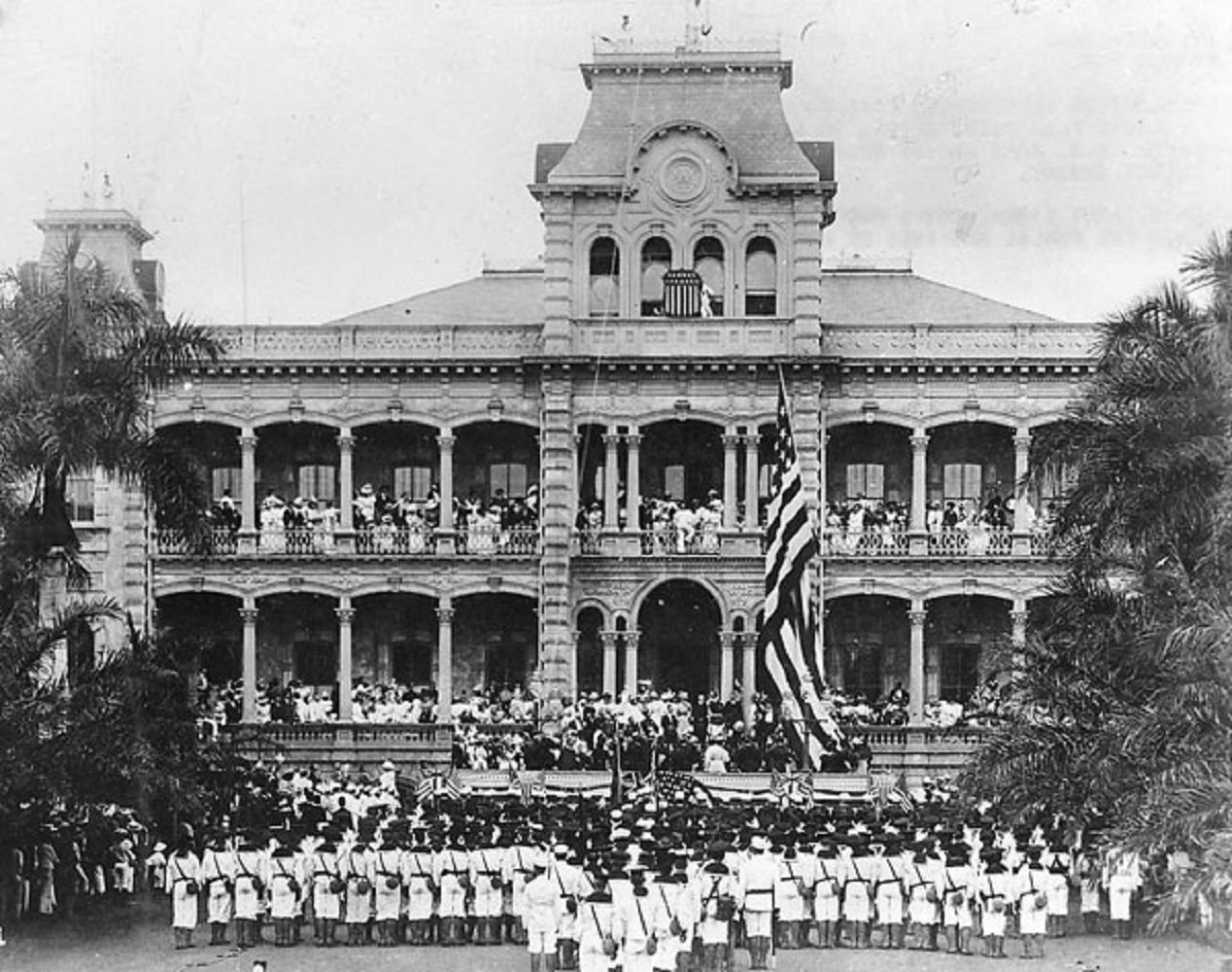
Lever du drapeau américain lors de la cérémonie d'annexion de la république d'Hawaï aux États-Unis en 1898.

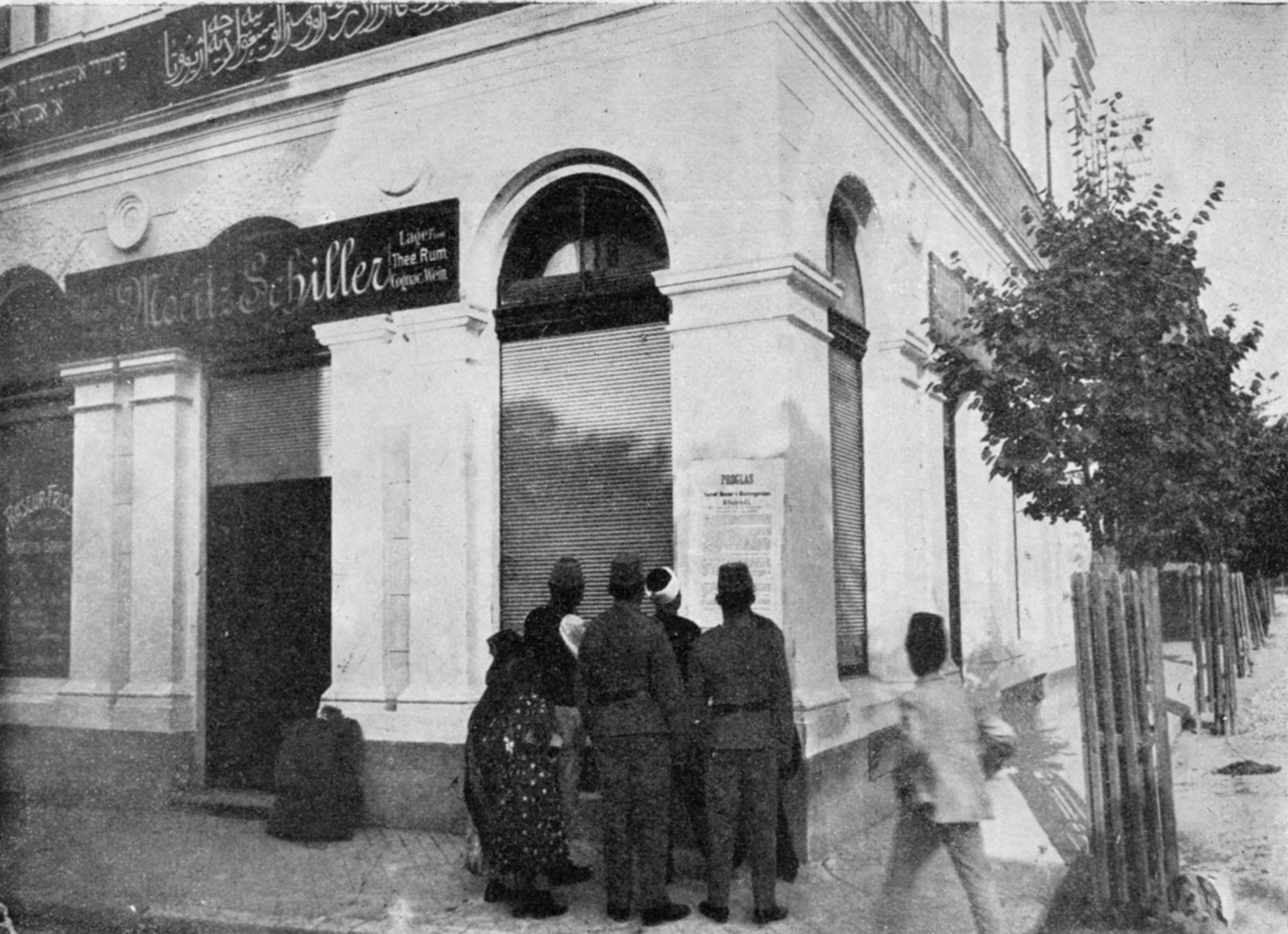
Population de Sarajevo lisant le 7 octobre 1908 le placard annonçant l'annexion de la Bosnie-Herzégovine à l'Autriche-Hongrie. Le lieu est le même où Gavrilo Princip assassinera François-Ferdinand d'Autriche en 1914.

Une annexion est le rattachement d'un territoire à un autre, généralement plus grand. Ce mode d'acquisition de souveraineté se distingue de la colonisation tant sur les plans économique, religieux qu'idéologique ; l'annexion se traduit par l'intégration absolue du territoire annexé dans le système de l'annexant, que celle-ci résulte ou non de la volonté des populations annexées (plébiscite, référendum d'autodétermination…). Elle se distingue en ce sens d'une simple occupation. Elle est, au moins en théorie, fondée sur l'assimilation des pays et populations plutôt que sur leur exploitation économique ou encore sur une différence de traitement, de droits ou de statut juridique, même si ce n'est pas toujours le cas, en pratique, et que certains territoires annexés sont, de fait, traités comme des colonies.

## Liste (non exhaustive)
En italique, les propositions ou tentatives qui ne se sont pas réalisées.

### Par l'Allemagne
- Annexions de l'Alsace-Lorraine (France, 1871 † 1918)
- Annexion du Luxembourg (1914 † 1918)
- Annexion de l'Autriche (Anschluss) (1938 † 1945)
- Annexion des Sudètes (Tchécoslovaquie, 1938 † 1945)
- Annexion partielle de la Pologne (1939 † 1945)
- Annexion de l'Alsace (1940† 1944 de facto)
- Annexion de la Moselle (1940† 1944 de facto)
- Annexion de la Sarre (protectorat français) par la République fédérale d'Allemagne (RFA) en tant que nouveau Land (1957), après un référendum
- Réunification allemande par l'annexion de l'Allemagne de l'Est par la république fédérale (1990)

### Par l'Autriche
- Annexion de la Bosnie-Herzégovine par l'Autriche-Hongrie (1908 † 1918)

### Par l'Azerbaïdjan
- Annexion du Haut-Karabagh (2024), la guerre et l'épuration ethnique menées par l'Azerbaïdjan contre les populations civiles arméniennes conduit à la dissolution, effective au 1er janvier 2024, de la république autoproclamée du Haut-Karabagh, déjà partiellement conquise à la suite de la guerre de 2020.

### Par la Belgique
- Annexion de la province de Luxembourg en 1839
- Annexion des cantons de l'Est en 1919

### Par le canton de Berne (Suisse)
- Annexion des possessions jurassiennes de l'évêché de Bâle (1815), qui constitue le point de départ de la Question jurassienne.

### Par la Chine
- Annexion de Taiwan (1683 † 1895)
- Réincorporation de la Mandchourie (1945)
- Annexion de Taiwan (1945)
- Annexion du Turkestan oriental par la république populaire de Chine (1949)
- Annexion du Tibet (1951)
- Rétrocession de Hong-Kong (1997)
- Rétrocession de Macao (1999)

### Par l'Empire romain
- Annexion de la Lycie (43)
- Annexion du royaume thrace (46), qui devient une province romaine
- Annexion du royaume dace (106)
- Annexion de l'Osroène

### Par les États-Unis
- Achat de la Louisiane (1804)
- Annexion de la Floride occidentale (1810)
- Annexion de la Floride orientale (1819)
- Annexion du Texas (1845)
- Achat de l'Alaska (1867)
- Annexion d'Hawaï (1898)
- Annexion de Porto-Rico, Guam, Cuba et les Philippines (1898)
- Annexion de Wake (1899)
- Achat des Iles Vierges Américaines (1917)
- Annexion des Iles Marshall, des Palaos, des Iles Mariannes du nord et de la Micronésie (1947)

### Par la France
- Rattachement de la Normandie au domaine royal français (1204). Le duché de Normandie était vassal du royaume de France depuis sa création en 911
- Union de la Bretagne à la France (1532)
- Annexion de La Réunion (1642)
- Annexions partielles de l'Alsace (1648, 1697)
- Annexion de territoires luxembourgeois (1659)
- Annexion de la Flandre (1659, 1668, 1679, 1699)
- Annexion du comté de Bourgogne (1678)
- Annexion de la Lorraine (1766)
- Annexion de la Corse (1769, 1796)
- Annexion du royaume de Navarre (1789)
- Annexion du Comtat Venaissin (1791)
- Annexion des États de Belgiques (1792-1793), (1793-1814)
- Annexion des comtés de Dabo et de Créhange (1793, confirmé en 1801)
- Annexion de Montbéliard (1793)
- Annexion du Luxembourg (1795)
- Départements français de Grèce (1797)
- Réunion de Mulhouse à la France (1798)
- Annexion de l'Algérie (de facto 1830, de jure 1834) et départementalisation (1848)[1]
- Achat de Mayotte (1841) et départementalisation (2009)
- Annexion des Îles Marquises (1842)
- Annexion de la Nouvelle-Calédonie (1853)
- Annexion de Wallis-et-Futuna (1961)
- Annexion de la Savoie et du comté de Nice (traité de Turin, 1860)
- Annexion de Menton et Roquebrune[2] (1861)
- Annexion du Royaume de Tahiti (1880)
- Annexion de l'Alsace-Lorraine (1918, 1944)
- Tentative d'annexion de la Vallée d'Aoste à la France (1943-1945)
- Annexion de Kehl par la France (1945 † 1953)
- Tentative d'annexion du Fezzan
- Rattachement de Tende et La Brigue (1947)
- Tentative d'annexion de la Sarre
- À la suite d'un référendum, Wallis-et-Futuna, un protectorat depuis 1888, devient un territoire d'outre-mer (1961)

### Par la Hongrie
- Annexion de la Ruthénie subcarpathique (1938, 1939 † 1945)

### Par l'Inde
- Annexion de l'État de Hyderabad (1948)
- Annexion du Royaume du Sikkim (1975), qui devient un État de l'Inde

### Par l'Indonésie
- Annexion du Timor oriental (17 juillet 1976 † 1999-2002) à la suite de l'invasion de l'île (7 décembre 1975 - fin 1978) nouvellement indépendante du Portugal (proclamée le 28 novembre 1975).

### Par l'Irak
- Annexion de l'État du Koweït en tant que Gouvernorat du Koweït (28 août 1990 † 26 février 1991) par l'Irak baassiste à la suite de l'invasion du pays (2-4 août 1990) et l'installation d'un régime fantoche (4-28 août 1990).

### Par Israël
- Annexion consécutive à l'armistice de 1949 incluant Jerusalem Ouest
- Annexion de Jérusalem-Est (1967) (contestée par la communauté internationale)
- Annexion du Sinaï (de facto) (1967) (non reconnu, restitué à l'Egypte en 1975)
- Annexion du plateau du Golan (de facto) (1981) (reconnu uniquement par les États-Unis en 2019)
- Annexion de la vallée du Jourdain (diverses propositions)
- Proposition d'annexion de la Cisjordanie

### Par le Japon
- Annexion de Taïwan (1895) à la suite de l'invasion nippone de l'île résultant du traité de Shimonoseki ayant mis fin à la guerre sino-japonaise, transformant l'éphémère république de Formose, entité se reconnaissant sous suzeraineté chinoise mais proclamée pour résister à l'invasion, en province japonaise
- Annexion de la Corée (1910 † 1945), transformant l'Empire coréen en province japonaise

### Par les Pays-Bas
- Plan Bakker-Schut

### Par la Pologne
- Annexion de la république de Lituanie centrale (1922)
- « Territoires reconquis » (1945)

### Par le Royaume-Uni ou l'Empire britannique
- Annexion des Tribus unies de Nouvelle-Zélande (1840)

### Par la Russie
- Annexion de la Crimée (1783, † 1954)
- Annexion du Royaume d'Iméréthie (1810)
- Annexion de la Crimée (2014) (non reconnue par la majeure partie de la communauté internationale)
- Annexion du Sud et de l'Est de l'Ukraine (2022) (non reconnue par la majeure partie de la communauté internationale)
- Proposition d'annexion de l'Ossétie du Sud par la Russie
- Proposition d'annexion de la Transnistrie par la Russie

### Par la Turquie
- Annexion de l'État du Hatay (1939)

### Par l'URSS
- Annexion des États baltes (1940 † 1941 de facto) (1944 † 1990-91)
- Annexion de territoires polonais (1939 † 1941 de facto) (1945)
- Annexion de la Bessarabie et de la Bucovine du Nord (1940 † 1941 de facto) (1944)
- Annexion de la Ruthénie subcarpathique (1945)

### Par le Viêt Nam
- Annexion de la république du Viêt Nam / Gouvernement révolutionnaire provisoire de la république du Sud Viêt Nam (Viêt Nam du Sud) par la république démocratique du Viêt Nam (Viêt Nam du Nord), conduisant à la formation de la république socialiste du Viêt Nam (1976)